# Катумби, Моиз
Моиз Катумби (фр. Moïse Katumbi; род. 28 декабря 1964, Кашобве, Верхняя Катанга) — конголезский государственный и политический деятель. Был губернатором провинции Катанга, расположенной в южной части Демократической Республики Конго, с 2007 по сентябрь 2015 года. До сентября 2015 года был членом «Народной партии за реконструкцию и демократию». В журнале The Economist было указано, что вероятно он являлся вторым по влиятельности человеком в Демократической Республике Конго, после президента Жозефа Кабилы. В 2015 году журнал Jeune Afrique назвал его «африканцем года».

## Биография
Родился 28 декабря 1964 года в семье конголезской матери, происхождением из народностей бемба и йеке и отца, сефардского еврея из Греции Ниссима Сориано, который бежал с Родоса в 1938 году вместе со своими двумя сёстрами после введения итальянским фашистским режимом дискриминационных расовых законов (Родос находился под итальянской оккупацией с 1912 года). Поселился в Катанге, Бельгийское Конго. Его мать принадлежала к королевской семье Казембе из народа лунда. Его дедушкой был вождь королевства Мвата Казембе XIV. Семья приняла имя Катумби от прадеда по материнской линии. Моиз Катумби вырос в деревне Кашобве в Бельгийском Конго, недалеко от озера Мверу, возле границы с Замбией. Его отец занимался рыболовством.
Учился в школе Кивеле в Лубумбаши и миссии Каполове. Женился на Карин Катумби. Его старший сводный брат Рафаэль Катебе Катото, бизнесмен и политик на пенсии, ранее был членом партии «Митинг за конголезскую демократию – Гома», выступал против правления президента ДР Конго Жозефа Кабилы в 2006 году.
Моиз Катумбли является один из самых богатых людей в ДР Конго. Стал героем двух документальных фильмов режиссёра Тьерри Мишеля: «Бизнес Катанги» (2009 год) и «Неотразимый взлет Моиза Катумби» (2014 год).
Согласно нескольким заявлениям президентского лагеря, Моис Катумби имеет гражданство Замбии, что 7 декабря 2023 года было опровергнуто министром внутренних дел Замбии.

## Карьера
Начал карьеру в рыбной промышленности, когда ему было 13 лет. Продавал солёную и свежую рыбу государственной горнодобывающей компании Gécamines. В 1987 году создал холдинговую компанию Etablissement Katumbi, чтобы объединить всю свою деятельность, включая: добычу полезных ископаемых, транспортировку и пищевую промышленность. Основал «Горнодобывающую компанию Катанги» в 1997 году, которая специализировалась на добыче полезных ископаемых и логистике, а также заключала субподряды с горнодобывающими компаниями в регионе, включая Gécamines. К 2015 году в компании работало 1900 сотрудников и она стала ведущей горнодобывающей организацией в стране. В ноябре 2015 года французская компания Necotrans купила «Горнодобывающую компанию Катанги» за неназванную сумму.
Примерно в 2000 году, во время Второй конголезской войны, переехал жить в Замбию, где у него были деловые связи в сфере транспорта. Вернулся в ДР Конго в 2003 году по приглашению президента Жозефа Кабилы, который призвал его помочь восстановить горнодобывающую промышленность в Катанге.
Футбол
С 1997 года Катумби является президентом футбольной команды «ТП Мазембе» в Лубумбаши. Команда пять раз выигрывала титул Лиги чемпионов КАФ, в том числе в 2009, 2010 и 2015 годах, и стала первой африканской командой, сыгравшей в финале Клубного чемпионата мира по футболу в 2010 году. Вложил значительные финансовые средства в команду, средства массовой информации и общественность назвали его деятельность одной из причин успеха клуба. Под его руководством команда набрала игроков из Зимбабве, Танзании, Ганы и Замбии, а также удержала местных игроков, выплачивая им самую высокую заработную плату в Африке. Вложил 35 миллионов долларов США в строительство стадиона для команды, которое было завершено в 2011 году. Открыл футбольную академию в 2012 году в рамках социальной программы по привлечению и обучению молодых конголезцев в провинции Катанга. В 2015 году в академию поступило 2000 юношей.
В 2012 году был избран в стратегическую комиссию ФИФА. В 2013 году был избран в организационный комитет Кубка африканских наций, председателем которого он должен был стать до 2017 года. С 2009 года также работал в комитете по маркетингу Африканской конфедерации футбола.

## Политическая карьера
В 2006 году был избран депутатом Национальной ассамблеи Демократической Республики Конго. Стал первым демократически избранным губернатором провинции Катанги в январе 2007 года, получив 94 из 102 голосов.
Его правлению приписывают экономическое возрождение провинции Катанги за счёт развития инфраструктуры, поощрения прямых иностранных инвестиций с помощью налоговых льгот и сокращения государственных процедур, а также борьбы с коррупцией. Благодаря его усилиям на должности губернатора поступление налогов увеличилось с 80 миллионов долларов США в 2007 году до более чем 3 миллиардов долларов США в 2014 году. Годовой доход увеличился со 100 миллионов США в 2007 году до 1,5 миллиардов США к 2013 году.
Вскоре после вступления в должность губернатора ввел запрет на экспорт минерального сырья, включая кобальт, вынудив крупные горнодобывающие компании либо построить перерабатывающие заводы в провинции, либо платить налог на экспортируемый концентрат. Во время его правления производство меди увеличилось с 8000 тонн в 2006 году до более чем 1 миллиона тонн в 2014 году.
Наряду с добычей полезных ископаемых сосредоточился на расширении других областей экономики провинции, включая: сферу услуг, энергетику и сельское хозяйство. Предложил фермерам как бесплатные сельскохозяйственные угодья, так и налоговые льготы, чтобы стимулировать производство продуктов питания. Зависимость от импортных продуктов питания снизилась на 68 % в период с 2006 по 2011 год. В 2014 году количество продуктов питания, выращенных на местном уровне, утроилось.
Достижения его администрации включали развитие транспортной инфраструктуры и торговли за счёт строительства или восстановления более 1500 километров (примерно 30 %) дорог и развития другой инфраструктуры, включая: мосты, больницы и школы. Доступ к чистой воде вырос с 3 % до 67 % в период с 2007 по 2013 год. Кроме того, за 6 лет количество детей, посещающих школу, увеличилось с 400 000 в 2007 году до 3 миллионов в 2014 году. Число девочек, посещающих школу, утроилось. Инициативы, ориентированные на работников, включали поощрение местных горнодобывающих компаний инвестировать в выращивание сельскохозяйственных культур для своих сотрудников и запрет на «необязательное увольнение».
В сентябре 2015 года ушёл с должности губернатора и покинул «Народную партию реконструкции и демократии». 22 июня 2016 года был заочно признан виновным в продаже чужого дома и приговорен к 36 месяцам тюремного заключения, что рассматривалось как часть попыток президента Жозефа Кабилы удержать власть. Весной 2017 года специальный комитет Епископальной конференции Демократической Республики Конго во главе с епископом Фелисьеном Мванамой Галумбулулой расследовал это дело, счел его преследование политически мотивированным и рекомендовал разрешить ему вернуться в ДР Конго как свободный человек.
2 января 2018 года выдвинул свою кандидатуру на должность президента на всеобщих выборах в ДР Конго. На следующий день его дом в Лубумбаши был окружен полицией, которая обвинила его в вербовке наемников, что он отрицал.
12 марта 2018 года официально начал свою президентскую кампанию, а также свой новый политический альянс Ensemble pour le Changement («Вместе ради перемен»).
9 мая 2018 года был обвинен в подстрекательстве к восстанию против правления Жозефа Кабилы. Его также обвинили в причастности к вспышке вируса Эбола в Экваториальной провинции в 2018 году.
25 мая 2018 года обсуждал с другим кандидатом в президенты от оппозиции Феликсом Чисекеди в Атлантическом совете вопрос о выдвижении единого кандидата.
1 июня 2018 года нападавшие сожгли плакаты с его изображением в Лубумбаши и попытались напасть на его резиденцию. На следующий день выяснилось, что за преступниками стоял Жозеф Кабила, который пытался убить родственников Моиза Катумби.
9 июня 2018 года произнес свою первую президентскую предвыборную речь по Skype перед тысячами сторонников в Киншасе.
13 июня 2018 года был арестован в аэропорту в Брюсселя по подозрению в путешествии с поддельным паспортом при попытке поехать в Россию на церемонию открытия чемпионата мира по футболу. Позже власти Бельгии предоставили ему временный вид на жительство. Затем он обнаружил, что конголезские власти аннулировали его паспорт при прохождении таможни в Завентеме.
3 августа 2018 года ему был заблокирован въезд в ДР Конго через границу с Замбией. Его сторонники обсуждали с Миссией ООН по стабилизации в Демократической Республике Конго вопрос о его возвращении в страну до истечения срока подачи заявок на должности президента 10 августа 2018 года. Его приветствовали тысячи сторонников в замбийской части города Касумбалеса, расположенного вдоль границы с ДР Конго.
4 августа 2018 года было объявлено, что он снова попытается въехать в страну.
5 августа 2018 года его адвокат Эрик Дюпон-Моретти объявил, что попытается обратиться в Организацию Объединённых Наций по поводу отказа ему во въезде в ДР Конго. В тот же день генеральный секретарь Ensemble pour le Changement Делли Сесанга объявила, что они подадут заявку на выдвижение Моиза Катумби кандидатом на должность президента, даже если его не будет в стране. Когда был опубликован окончательный список кандидатов на выборах 23 декабря 2018 года, его имя там отсутствовало, поскольку он не смог вернуться домой и подать заявку на выдвижение своей кандидатуры.
9 июля 2021 года депутаты Национальной ассамблеи внесли законопроект, который ограничит возможность стать президентом только гражданами ДР Конго, у которых оба родителя — конголезцы. Это лишило бы Моиза Катумби права баллотироваться на всеобщих выборах в Демократической Республике Конго 2023 года, поскольку его отец имел греческое происхождение.
В декабре 2021 года официально выдвинул свою кандидатуру в преддверии президентских выборов 2023 года. 13 июля 2023 года в Киншасе был застрелен Черубин Окенде, бывший министр и представитель его партии.

### Взгляды
В 2006 и 2011 годах поддерживал Жозефа Кабилу на должности президента Демократической Республики Конго. Однако, в 2015 году публично дистанцировался от Жозефа Кабилы.
Открыто заявил о своей убежденности в том, что президент Жозеф Кабила должен следовать конституции страны и уйти с должности президента в 2016 году. В январе 2016 года присоединился к другим известным конголезским деятелям в коалиции, получившей название «Фронт граждан 2016». Целью организации было защитить конституцию и попытаться обеспечить проведение президентских выборов 2016 года.
Выступает против отделения Катанги от ДР Конго, что поддерживает часть населения этой провинции.
Часто говорил, что предпочитает бизнес — политике.

## Общественное восприятие
В целом воспринимается положительно как в провинции Катанга, так и на национальном уровне как за его участие развитии региона, так и за то, что является президентом «ТП Мазембе». Известен своей щедростью, выделяя денежные средства в социальные дела.
Средства массовой информации охарактеризовали его общественное восприятие как «человека, самостоятельно добившегося успеха» и «человека из народа». В 2011 году около миллиона человек подписали петицию с просьбой оставить его губернатором после того, как он заявил, что планирует уйти в отставку.
В 2012 году журнал The Africa Report назвал его одним из «50 самых влиятельных африканцев». Журнал Jeune Afrique назвала его «Африканцем года» в 2015 году.